# Ny Ryomgård
Ny Ryomgård ligger i Marie Magdalene Sogn, Sønderhald Herred nu Syddjurs Kommune, og er på 152 hektar land. Ny Ryomgård er udskilt fra Gl. Ryomgård omkring 1804 af landsdommer Henrik Mule Hoff.

## Ejerliste
- 1804-1806 Henrik Mule Hoff

- 1806-1820 P. M. Wodschou

- 1820-1822 P. M. Gleerup
- 1822-1869 Knud P. Monrad

- 1869-1871 R. Østergaard

- 1871-1902 C. M. Mourier-Petersen

- 1902-1904 C. V. B. Castenskiold

- 1904-1914 A. F. H. Castenskiold (søn)

- 1914-1915 A. Glavind / A. Andersen

- 1915-1916 Konsortium

- 1916-19?? M. Foged
- 1942-1989 Tage og Svend Hove Nielsen

- 1989-2009 Sven Nybo Rasmussen

- 2009-nu Mikal Voigt Kjeldsen

|  | Denne artikel om lokaliteten Ny Ryomgård kan blive bedre, hvis der indsættes et (bedre) billede. Du kan hjælpe ved at afsøge Wikimedia Commons for et passende billede eller lægge et op på Wikimedia Commons med en af de tilladte licenser og indsætte det i artiklen. |

56°23′29″N 10°31′20″Ø / 56.39141°N 10.52226°Ø